# Premi Pulitzer
Els Premis Pulitzer són una sèrie de 21 guardons –relacionats principalment amb el periodisme i les ciències de la informació– que comprenen també les modalitats de teatre, literatura i música (composició), i que s'entreguen cada any pels voltants del mes d'abril als Estats Units, essent la màxima distinció a la tasca professional amb què es pot guardonar els professionals de la premsa en aquell país.
Van ser creats per voluntat del periodista Joseph Pulitzer, que així ho va deixar estipulat al seu testament, i es van concedir per primer cop el dia 4 de juny de 1917. Des de llavors han estat ininterrompudament atorgats per la Universitat de Colúmbia en col·laboració amb el Patronat del Premi Pulitzer (Pulitzer Prize Board). Des de fa força anys s'atorguen durant el mes d'abril.
El premi a la millor fotografia de premsa es va concedir per primer cop l'any 1942, i el premi a la millor composició musical l'any 1943. Entre els anys 1970 i 1979 es van crear els premis d'assaig, crítica i ficció literària.
Només els reportatges i fotografies de diaris (o noticiers diaris) amb seu central als Estats Units poden ser proposats candidats als premis en la categoria de periodisme.
El premi va acompanyat d'un xec de 10.000 dòlars (USD), tret del Premi al Servei Públic –el més important– al qual se li atorga la medalla d'or.

## Categories
Aquestes són les categories des de l'edició del 2005:
- Servei Públic - Per a un exemple distingit de diari amb un meritori i destacat servei públic a través de l'ús dels seus recursos periodístics, que poden incloure editorials, tires còmiques, i fotografies, i també els articles i reportatges.
- Reportatge Divulgatiu - Per a un exemple destacat de reportatge il·lustratiu sobre un tema complex i significat, demostrant domini de la temàtica, escriptura lúcida i clara presentació.
- Redacció Editorial - Per a un editorial destacat, amb excel·lents texts i sonoritat, estil clar, propòsits morals, i poder d'influència en l'opinió pública.
- Reportatge d'Impacte -Per a un exemple destacat de reportatge d'impacte caracteritzat per un seguiment detallat i mantingut sobre una activitat o tema concret.
- Article de Fons - Per a un exemple distingit d'article de fons donant consideració prioritària a l'elevada qualitat literària i a l'originalitat.
- Reportatges de Notícies d'Última Hora - Per a un exemple destacat de reportatge d'àmbit local sobre notícies d'última hora.
- Fotografies de Notícies d'Última Hora - Per a un exemple destacat de fotografies en blanc i negre o color sobre notícies d'última hora, que poden consistir en una o diverses fotografies, una seqüència o un àlbum.
- Reportatge sobre Periodisme Nacional (dels EUA) - Per a un exemple destacat de reportatge sobre afers interns dels Estats Units.
- Reportatge sobre Periodisme d'Afers Internacionals - Per a un exemple distingit de reportatge sobre afers internacionals, incloent-hi la correspondència amb l'Organització de les Nacions Unides (ONU).
- Periodisme d'Investigació - Per a un exemple destacat de reportatge d'investigació individual o d'un equip de treball, presentat com un article aïllat o com una sèrie d'articles.
- Fotografia de Reportatge - Per a un exemple distingit de fotografia en blanc i negre o color, que pot consistir en una fotografia o fotografies, una seqüència o un àlbum sobre una temàtica de fons.
- Crònica - Per una crònica destacada.
- Crítica - Per una crítica destacada.
- Caricatura Editorial - Per a una distingida caricatura o tira còmica o recull de tires publicades durant l'any, caracteritzades per l'originalitat, eficàcia editorial, qualitat dels dibuixos, i efectes pictòrics.

Existeixen també cinc categories per a les lletres (llibres):
- Biografia o Autobiografia - Per a una distingida biografia o autobiografia d'autor estatunidenc.
- Obres Literàries de Ficció - Per a una obra de ficció distingida d'un autor estatunidenc, preferentment relacionada amb la vida als Estats Units.
- Obres d'Àmbit General i No-Ficció - Per a una obra distingida de no-ficció d'un autor estatunidenc que no pot concursar en cap altra categoria.
- Història - Per a una obra distingida sobre la història dels Estats Units.
- Poesia - Per a un volum sencer que contingui un vers original distingit d'un autor estatunidenc.

En humanística hi ha dues categories més que s'han afegit recentment:
- Teatre

- Música
  - 1946 - Leo Sowerby, per l'obra Cant del Sol
  - 1959 - John LaMontaine, pel Concert per a piano número 1 "In Time of War"

També hi ha hagut moltes citacions i premis especials.
Addicionalment als premis, quatre destacats estudiants de la Pulitzer Graduate School of Journalism, seleccionats pel professorat, són premiats amb beques de viatge.

## Els nous temps
La junta que entrega tots els anys el Premi Pulitzer com a distinció periodística –en vista de què els diaris cada cop més feien servir internet per a divulgar, donar suport i destacar el seu treball– començà oficialment a permetre a partir de l'edició del 2007 elements en línia a totes les categories de periodisme, exceptuant les dues categories de fotografia, que van continuar restringides als formats tradicionals. 
La categoria de Servei Públic, considerada la de major prestigi, ja havia acceptat material d'internet des del 1999. Aquesta categoria ha continuat acceptant diversos tipus de treball per internet, amb la inclusió de vídeo, bases de dades i cronologies.

## Premis que ja no s'atorguen
Al llarg dels anys, alguns premis s'han deixat d'atorgar, bé perquè s'han expandit o reanomenat, o bé perquè han esdevingut obsolets pels avenços tecnològics. Eren els premis de:
- Corresponsalia
- Periodisme Divulgatiu (va esdevenir el de Reportatge Divulgatiu)
- Reportatges d'Àmbit General
- Reportatges de Notícies Locals
- Reportatges Locals d'Investigació Especialitzada
- Periodisme Local
- Reportatges Locals, en temps per l'Edició
- Reportatges Locals, fora de temps per l'Edició
- Fotografia (va esdevenir el de Fotografia de Reportatge)
- Reportatges Internacionals per Telègraf (va esdevenir el de Periodisme d'Afers Internacionals)
- Pulitzer de Reportatges Nacionals (va esdevenir el de Periodisme Nacional)
- Novel·la (va esdevenir el Premi Pulitzer d'Obres de Ficció)

## El Pulitzer i la cultura popular
- A l'aventura gràfica per ordinador Zak McKracken and the Alien Mindbenders de la companyia LucasArts, de l'any 1988, un periodista anomenat Zack McCracken tracta de guanyar el premi.
- Homer Simpson va guanyar el Pulitzer per penjar un plana sobre tafaneries a internet a l'episodi The Computer Wore Menace Shoes de Els Simpson.
- A l'univers dels DC Comics, Clark Kent ha sigut descrit com a guanyador d'un Pulitzer.